# Coupe de Gibraltar de football 2017-2018
Navigation
Saison 2016-2017 Saison 2018-2019
La Coupe de Gibraltar 2017-2018 est la 60e édition de la Rock Cup (appelée Gibtelecom Rock Cup pour des raisons de parrainage).
L'Europa FC remporte sa septième coupe nationale, battant en finale le Mons Calpe SC.

## Format
Six équipes de deuxième division prennent part au premier tour de la compétition. Les clubs du Leo FC, du FC Hound Dogs et de l'Olympique 13 font quant à eux leur entrée au tour suivant, en même temps que les clubs de première division. Par la suite la compétition se décompose en quarts de finale, demi-finales et finale, pour un total de cinq phases.
Le vainqueur de la compétition obtient une place pour le premier tour de la Ligue Europa 2018-2019. Cependant, si le vainqueur vient à se qualifier pour la Ligue des champions, cette place qualificative est attribuée au troisième du championnat de Gibraltar. Il obtient également une place pour la Supercoupe disputée face au champion de première division, celle-ci étant réattribuée au deuxième du championnat si le champion remporte également la coupe.

## Équipes participantes

### Clubs de première division
- Europa FC Tenant du titre
- Gibraltar Phoenix FC
- Gibraltar United FC
- Glacis United FC
- Lincoln Red Imps FC
- Lions Gibraltar FC
- Lynx FC
- Manchester 62 FC
- Mons Calpe SC
- Saint Joseph's FC

### Clubs de deuxième division
- Angels FC
- Boca Juniors Gibraltar
- Cannons FC
- College 1975 FC
- Europa Point FC
- FC Hound Dogs
- Leo FC
- FCB Magpies
- Olympique 13

## Résultats

### Premier tour
Le tirage au sort du premier tour a eu lieu le 26 octobre 2017 tandis que les matchs sont joués entre le 26 et le 28 novembre de la même année. Seuls six des neuf clubs de deuxième division participent à ce tour.
| Date             | Locaux                      | Score | Visiteurs         |
| ---------------- | --------------------------- | ----- | ----------------- |
| 26 novembre 2017 | College 1975 (D2)           | 1 - 3 | (D2) Europa Point |
| 27 novembre 2017 | Boca Juniors Gibraltar (D2) | 0 - 2 | (D2) Cannons FC   |
| 28 novembre 2017 | Bruno's Magpies (D2)        | 3 - 1 | (D2) Angels FC    |

### Deuxième tour
Le tirage au sort du deuxième tour a eu lieu le 13 décembre 2017 tandis que les matchs sont joués au cours du mois de février 2018. Les trois autres clubs de deuxième division ainsi que ceux de première division font leur entrée dans la compétition à ce tour.
| Date            | Locaux                | Score              | Visiteurs              |
| --------------- | --------------------- | ------------------ | ---------------------- |
| 6 février 2018  | Mons Calpe (D1)       | 4 - 1              | (D1) Lions Gibraltar   |
| 7 février 2018  | Cannons FC (D2)       | 2 - 0              | (D2) Hound Dogs        |
| 7 février 2018  | Gibraltar United (D1) | 3 - 1              | (D1) Manchester 62     |
| 8 février 2018  | Olympique 13 (D2)     | 2 - 2 ap 4 - 3 tab | (D2) Europa Point      |
| 19 février 2018 | Lynx FC (D1)          | 0 - 2              | (D1) Europa FC         |
| 20 février 2018 | Lincoln Red Imps (D2) | 3 - 0              | (D1) Glacis United     |
| 26 février 2018 | Bruno's Magpies (D2)  | 1 - 2              | (D1) Gibraltar Phoenix |
| 27 février 2018 | Saint Joseph's (D1)   | 3 - 0              | (D2) Leo FC            |

### Quarts de finale
Le tirage au sort des quarts de finale a eu lieu le 28 février 2018 tandis que les matchs sont joués durant les mois de mars et avril de la même année.
| Date         | Locaux                | Score | Visiteurs              |
| ------------ | --------------------- | ----- | ---------------------- |
| 11 mars 2018 | Lincoln Red Imps (D1) | 2 - 0 | (D2) Cannons FC        |
| 11 mars 2018 | Olympique 13 (D2)     | 0 - 6 | (D1) Gibraltar United  |
| 18 mars 2018 | Mons Calpe (D1)       | 2 - 1 | (D1) Saint Joseph's    |
| 9 avril 2018 | Europa FC (D1)        | 5 - 0 | (D1) Gibraltar Phoenix |

### Demi-finales
Le tirage au sort des demi-finales a eu lieu le 11 avril 2018, les matchs étant joués quelques jours plus tard.
| Date          | Locaux                | Score | Visiteurs       |
| ------------- | --------------------- | ----- | --------------- |
| 23 avril 2018 | Gibraltar United (D1) | 0 - 5 | (D1) Mons Calpe |
| 24 avril 2018 | Lincoln Red Imps (D1) | 1 - 3 | (D1) Europa FC  |

### Finale
| 27 mai 2018 | Europa FC (D1) | 2 - 1   | Mons Calpe (D1) | Victoria Stadium           |                            |
| 18h00       | Gómez 7e 75e   | (1 - 0) | 46e Pibe        | Arbitrage : Yaroslaff Borg | Arbitrage : Yaroslaff Borg |
| 18h00       | Rapport        |         |                 | Arbitrage : Yaroslaff Borg | Arbitrage : Yaroslaff Borg |